# تصفيات بطولة آسيان سوزوكي لكرة القدم 2010
منافسات تصفيات بطولة آسيان سوزوكي 2010 سوف تلعب في فيينتيان، لاوس من 22 أكتوبر إلى 30 أكتوبر، 2010 للفرق الأربعة الأسوأ ترتيباً في جنوب شرق آسيا. جميع المنتخبات ستلعب في نظام ذهاب وإياب في دول يحددها اتحاد جنوب شرق آسيا لكرة القدم والتي هي لاوس. ستلعب المنتخبات حيث ستاهل متصدر وصاحب المجموعة التالية. لكن، التصفيات سوف تلعب من دون بروناي بسبب توقيف الفيفا لاتحادها الوطني من جميع المنافسات الدولية. قرعة مرحلة التصفيات والبطولة سوف تعقد قريباً في 15 سبتمبر، 2010.

## النتائج
| الفريق        | لعب | فاز | تعادل | خسر | له | عليه | +/- | نقاط |
| ------------- | --- | --- | ----- | --- | -- | ---- | --- | ---- |
| الفلبين       | 3   | 1   | 2     | 0   | 7  | 2    | 5+  | 5    |
| كمبوديا       | 3   | 1   | 2     | 0   | 4  | 2    | 2+  | 5    |
| لاوس          | 2   | 0   | 2     | 0   | 2  | 2    | 0   | 2    |
| تيمور الشرقية | 2   | 0   | 0     | 2   | 2  | 9    | 7−  | 0    |

| تيمور الشرقية | 0 – 5 | الفلبين                                                                             |
| ------------- | ----- | ----------------------------------------------------------------------------------- |
|               | تقرير | يان أرانيتا 27'، 41'، 57' · فيل ثونغهوسباند 30' (ركلة جزاء) · أنطون ديل روزاريو 32' |

| لاوس | 0 – 0 | كمبوديا |
| ---- | ----- | ------- |
|      |       |         |

| كمبوديا | 4 – 2 | تيمور الشرقية |
| ------- | ----- | ------------- |
|         |       |               |

| الفلبين | 2 – 2 | لاوس |
| ------- | ----- | ---- |
|         |       |      |

| الفلبين | 0 – 0 | كمبوديا |
| ------- | ----- | ------- |
|         |       |         |

| لاوس | ضد | تيمور الشرقية |
| ---- | -- | ------------- |
|      |    |               |